# Каміль Мітонь
Каміль Мітонь (пол. Kamil Mitoń; нар. 12 квітня 1984, Краків) – польський шахіст, гросмейстер від 2002 року.

## Шахова кар'єра
У шахи навчився грати в п'ять років. Його талант помітив любитель шахів, президент і спонсор шахового клубу „Goniec” Staniątki - Станіслав Турецький. 1994 року виграв у Грудзьондзі титул чемпіона Польщі серед юніорів до 10 років. Розвитком його таланту зайнявся російський шаховий тренер Володимир Шишкін, який прибув до Неполомиць завдяки участі Турецького. Це стало можливим завдяки бажанню самого тренера та за підтримки влади міста. Незабаром став найбільш титулованим юніором в історії польських шахів. 1996 року виборов титул чемпіона країни у категорії до 12 років (з результатом 11 очок з 11 партіях) і до 13 років зі швидких шахів. Того ж року на острові Менорка виграв чемпіонат світу серед юніорів до 12 років, а рік по тому - в Каннах - чемпіонат світу до 14 років. Двічі здобував бронзову медаль на чемпіонаті світу серед юніорів зі швидких шахів (Париж, 1997 і 1999). З-поміж юнацьких виступів найбільшим його досягненням було здобуття в Єревані у 2000 році титулу віце-чемпіона світу в категорії до 20 років, коли йому було 16 років.
Неодноразово брав участь у фіналі чемпіонату Польщі, найбільшого успіху досягнувши у 2012 року у Варшаві, де здобув бронзову медаль.
2000 року у Варшаві дуже добре виступив на Кубку світу з бліцу, який зібрав провідних шахістів світу (переміг Вішванатан Ананд). Серед 535 гравців Мітонь посів 21-ше місце, випередивши багатьох відомих гросмейстерів, зокрема Бориса Гельфанда та Анатолія Карпова. Перемагав або ділив перші місця на міжнародних турнірах, які відбулися, зокрема, в таких містах, як: Канни (2000), World Open у Філадельфії (2002, разом із, зокрема, Артуром Юсуповим і Олександром Оніщуком) і First Saturday у Будапешті (2003, разом з Левенте Вайдою). У складі команди GKSz Polfa Гродзиськ-Мазовецький двічі вигравав командний чемпіонат Польщі. 2005 року знову переміг у Філадельфії на турнірі World Open, а також у Санта-Крус-де-ла-Пальмі. 2006 року посів 3-тє місце (позаду Василя Іванчука і Євгена Барєєва) на Меморіалі Капабланки в Гавані, а у 2007 році поділив 2-ге місце (позаду Бу Сянчжі, разом із, зокрема, Найджелом Шортом на турнірі відкритому чемпіонаті Канади в Оттаві. Того ж року в складі клубу Hetman Katowice виграв клубний чемпіонат Польщі. 2008 року поділив 2-ге місце (позаду Олександра Моісеєнка, разом з Даріушем Свєрчом) на Меморіалі Рубінштейна в Поляниці-Здруй. У 2010 році переміг на турнірі за круговою системою в Скандерборгу. 2011 року поділив 1-ше місце (разом із, зокрема, Іваном Соколовим і Йоном Людвігом Хаммером) у Рейк'явіку. 2013 року виборов титул чемпіона Іспанії зі швидких шахах.
Багаторазовий представник Польщі на командних змаганнях, зокрема: 
- чотири рази на шахових олімпіадах (2002, 2004, 2008, 2010)[4],
- тричі на командних чемпіонатах Європи (2007, 2011, 2013)[5].

2014 року обіймав посаду тренера чоловічої збірної Польщі під час шахової олімпіади в Тромсе.
Найвищий рейтинг Ело в кар'єрі мав станом на 1 січня 2007 року, досягнувши 2655 очок займав тоді 50-те місце у світі та 1-ше серед польських шахістів.

## Зміни рейтингу
| На цьому місці має відображатися графік чи діаграма, однак з технічних причин його відображення наразі вимкнено. Будь ласка, не видаляйте код, який викликає це повідомлення. Розробники вже працюють для того, щоби відновити штатне функціонування цього графіка або діаграми. | |
| | На цьому місці має відображатися графік чи діаграма, однак з технічних причин його відображення наразі вимкнено. Будь ласка, не видаляйте код, який викликає це повідомлення. Розробники вже працюють для того, щоби відновити штатне функціонування цього графіка або діаграми. |